# Scelolyperus caelesticus
Scelolyperus caelesticus là một loài bọ cánh cứng trong họ Chrysomelidae. Loài này được Beenen & Bezdek miêu tả khoa học năm 2007.